# Anna Odobescu
Anna Odobescu (Dubăsari, Moldavia, 3 de diciembre de 1991) es una cantante moldava. Representó a Moldavia en el Festival de la Canción de Eurovisión 2019 en Tel Aviv con su canción «Stay», tras ganar la preselección nacional  O melodie pentru Europa el 2 de marzo de 2019.

## Biografía
Diplomada en la Academia de Música, Teatro y Artes Plásticas de Chisináu, Anna Odobescu participó en O melodie pentru Europa 2019, el proceso de selección moldavo para la búsqueda del representante eurovisivo nacional, con el tema  Stay. Resultó ser la más votada por parte del jurado y la segunda favorita del televoto, obteniendo los suficientes puntos para ser coronada vencedora y convirtiéndose en la representante moldava en el Festival de Eurovisión 2019 en Tel Aviv.

## Discografía

### Sencillos
| Título | Año  | Álbum |
| ------ | ---- | ----- |
| "Stay" | 2019 |       |